# 橋本弘山
橋本 弘山（はしもと ひろたか、1953年（昭和28年）12月17日 - ）は、日本の政治家。東京都羽村市長（2期）。元羽村市議会議員（4期）。

## 来歴
東京都西多摩郡西多摩村（羽村町を経て、現・羽村市羽西）生まれ。羽村町立羽村西小学校、羽村町立羽村中学校、東京都立北多摩高等学校、駒澤大学経済学部商業科卒業。
2007年（平成19年）、羽村市議会議員選挙に無所属で立候補し初当選。2019年（平成31年）、4期目の当選を果たした。自由民主党羽村総支部の代表を務めている。
2021年（令和3年）1月31日、市議を辞職。同年3月28日に行われた羽村市長選挙に立候補、立憲民主党の推薦を受けた現職の並木心を破り初当選した。4月26日、市長就任。
※当日有権者数：44,686人 最終投票率：40.43%（前回比：pts）
| 候補者名 | 年齢 | 所属党派 | 新旧別 | 得票数   | 得票率 | 推薦・支持         |
| -------- | ---- | -------- | ------ | -------- | ------ | ------------------ |
| 橋本弘山 | 67   | 無所属   | 新     | 10,334票 | 57.73% |                    |
| 並木心   | 76   | 無所属   | 現     | 7,566票  | 42.27% | （推薦）立憲民主党 |

2025年（令和7年）3月30日に行われた羽村市長選挙では自民党の推薦を受け、市民団体代表と会社員の2名を破り、再選を果たした。
※当日有権者数：44,245人 最終投票率：33.47%（前回比：-6.96pts）
| 候補者名 | 年齢 | 所属党派 | 新旧別 | 得票数   | 得票率 | 推薦・支持         |
| -------- | ---- | -------- | ------ | -------- | ------ | ------------------ |
| 橋本弘山 | 71   | 無所属   | 現     | 10,152票 | 70.18% | （推薦）自由民主党 |
| 原尚宏   | 40   | 無所属   | 新     | 3,110票  | 21.50% |                    |
| 木村喜美 | 57   | 無所属   | 新     | 1,204票  | 8.32%  |                    |